# 30 Coins
30 Coins (spanska: 30 Monedas) är en spansk skräck- och dramaserie vars första säsong hade premiär den 29 november 2020. Första säsongen bestod av åtta avsnitt. Den andra säsongen också den bestående av åtta avsnitt hade premiär på HBO Max den 23 oktober 2023.

## Handling
Serien kretsar kring Fader Vergara, en exorcist, boxare och ex-fånge. Han är präst i avlägsen spansk stad där märkliga saker inträffar och där ett mynt spelar en viktig roll.

## Rollista i urval
- Eduard Fernández - fader Manuel Vergara
- Megan Montaner - Elena
- Miguel Ángel Silvestre - Paco
- Macarena Gómez - Merche
- Pepón Nieto - sergant Lagunas
- Manolo Solo - kardinal Santoro
- Cosimo Fusco - Angelo[6]
- Carmen Machi - Carmen
- Paco Tous - Jesús
- Secun de la Rosa - Martín